# 石井あゆみ
石井 あゆみ（いしい あゆみ、1985年9月24日 - ）は、日本の漫画家。女性、神奈川県出身。

## 経歴
2004年『佐助君の憂鬱』でまんがカレッジ入選。2005年、『妙林寺の注くん』で第56回小学館新人コミック大賞少年部門佳作を受賞。
2009年、『ゲッサン』創刊号にて『信長協奏曲』を連載開始。同作は2014年にアニメ化、ドラマ化もされた。

## 受賞歴
- まんがカレッジ 2004年8月期入選（佐助君の憂鬱）
- 小学館新人コミック大賞 第56回（2005年前期）少年部門佳作（妙林寺の注君）
- 小学館漫画賞 第57回（2011年度）少年向け部門（信長協奏曲）

## 作品リスト

### 連載
- 信長協奏曲[4]（『ゲッサン』2009年6月号 - 連載中、既刊22巻）

### 読切
- 妙林寺の注君（投稿作） - 『石井あゆみ短編集』に収録
- 悩める単細胞（投稿作） - 『石井あゆみ短編集』に収録
- 佐助君の憂鬱（『週刊少年サンデー超』2005年1月25日号） - 『石井あゆみ短編集』に収録
- シローくんとつぐみちゃん（『週刊少年サンデー超』2005年9月25日号） - 『石井あゆみ短編集』に収録
- 大和と童子（『週刊少年サンデー超』2006年3月25日号） - 『石井あゆみ短編集』に収録
- 佐助くんちの秘密（『週刊少年サンデー』2007年15号）
- なぞの少年（『週刊少年サンデー超』2007年9月25日号） - 『石井あゆみ短編集』に収録
- 吸血鬼タマクロー（『ゲッサン』2009年6月号別冊付録） - 「信長協奏曲」第1巻に収録
- エースの秘密（『ゲッサン』2011年9月号） - 「信長協奏曲」第7巻に収録